# 长柱算盘子
长柱算盘子（学名：Glochidion khasicum）为大戟科算盘子属下的一个种。

## 扩展阅读
- 維基物種上的相關：长柱算盘子